# Рущиц, Фердинанд
Ферди́нанд Ру́щиц (Фердинанд Эдуардович Рущиц, пол. Ferdynand Ruszczyc, бел. Фердынанд Рушчыц; 10 декабря 1870[…], Богданово, Виленская губерния — 30 октября 1936[…], Богданово, Новогрудское воеводство) — польский живописец, график, сценограф.

## Биография

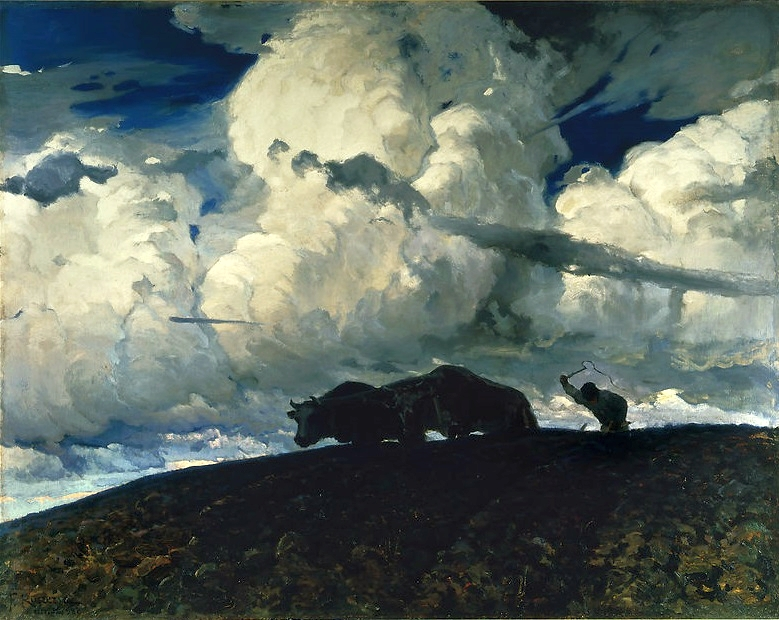
«Земля»

Среднее классическое образование получил в Минской гимназии. С 1890 года учился на юридическом факультете Санкт-Петербургского университета. В 1892—1897 году обучался живописи под руководством Ивана Шишкина и Архипа Куинджи в Высшем художественном училище при Императорской Академии художеств.
Совершил несколько поездок с образовательными целями — в Крым, Францию, Германию, Италию, Швецию. В 1897 году дебютировал на выставке дипломных работ Академии художеств. С этого времени до 1900 года его работы выставлялись на ежегодных выставках академии. В 1899 году прошла первая выставка в Вильне. Принимал участие в общественной и культурной жизни города, сотрудничал с театром.
Принимал эпизодическое участие в объединении «Мир искусства» (между прочим, участвовал в выставке в Москве в 1902 году). В 1900 году в Кракове вошёл в круг участников общества польских художников модернистской ориентации «Штука» („Sztuka“; «Искусство»). Организовал выставку этого объединения в Вильне в 1903 году. В 1904—1907 годах преподавал живопись в Училище изящных искусств (Szkoła Sztuk Pięknych), в 1907—1908 годах — профессор Академии изящных искусств в Кракове.
В 1918—1919 годах принимал участие в организации отделения изящных искусств в Университете Стефана Батория и был его первым деканом.
В 1921 году стал организатором первой официальной выставки польских художников в Гран-Пале в Париже. В связи с этим был удостоен ордена Почётного легиона.
В 1935 году президент Польши Игнаций Мосцицкий удостоил его звания почётного профессора Университета Стефана Батория. В том же году Рущиц серьёзно заболел. Он лишился возможности разговаривать и писать правой рукой. Художник переехал в Богданово, оставив свою активную общественную деятельность, но продолжал делать зарисовки.
30 октября 1936 года Фердинанда Рущица не стало. Похоронили его на кладбище в Богданово.

## Память

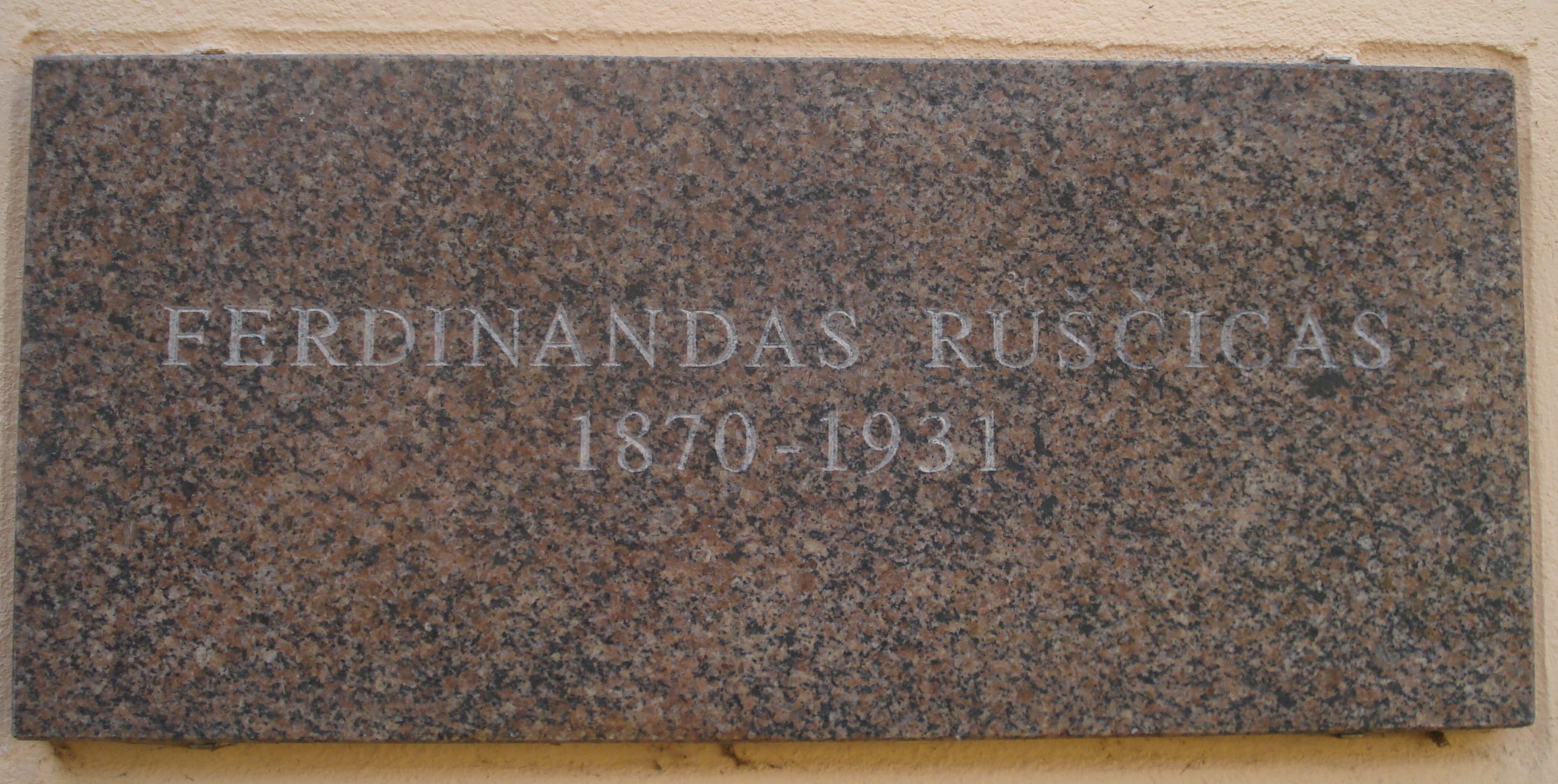
Мемориальная доска во дворе Вильнюсской художественной академии
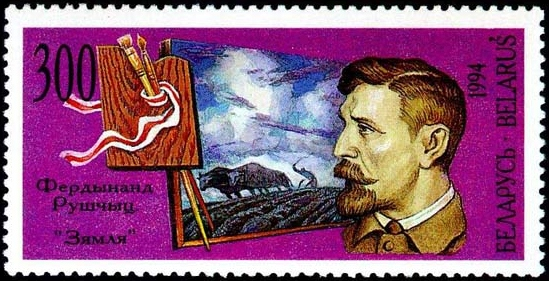
Почтовая марка Беларуси, 1994 год

В Вильнюсе на стене выходящего на двор корпуса бывшего дома Медицинской коллегии (улица Пилес 22), в котором в 1923—1934 годы жил Фердинанд Рущиц, 11 июня 1999 года была открыта мемориальная доска с барельефом Рущица (скульптор Ромуалдас Квинтас).
Имя Фердинанда Рущица носит гимназия в Рудамине под Вильнюсом
Имя Фердинанда Рущица носит одна из улиц в районе Большая Слепянка в Минске, где 19 декабря 2002 года состоялось открытие памятного знака в честь живописца в доме № 1.
В 2020—2021 годах в Национальном художественном музее Республики Беларусь была проведена юбилейная выставка к 150-летию со дня рождения художника.
В 2002 году на белорусский язык был переведен дневник Ф. Рущица «До Вильнюса: 1894—1904»

## Творчество
Писал главным образом пейзажи. Автор иллюстраций, виньеток, обложек книг, эскизов афиш и плакатов. Иллюстрировал, оформил свыше пятидесяти книг. Среди них — путеводитель по Вильне („Przewodnik po Wilnie“) Юлиуша Клоса.
Автор декораций для пятнадцати театральных постановок, включая «Балладину» Юлиуша Словацкого (1914), «Свадьба» (1910) и «Ноябрьская ночь» (1930) Станислава Выспяньского; инсценировал ряд драматических произведений (помимо перечисленных — «Сид» Пьера Корнеля в виленском театре, 1924). Писал статьи о памятниках старины Вильны.
Произведения хранятся в основном в музеях Польши и Литвы, но несколько картин есть также в Белоруссии и России.

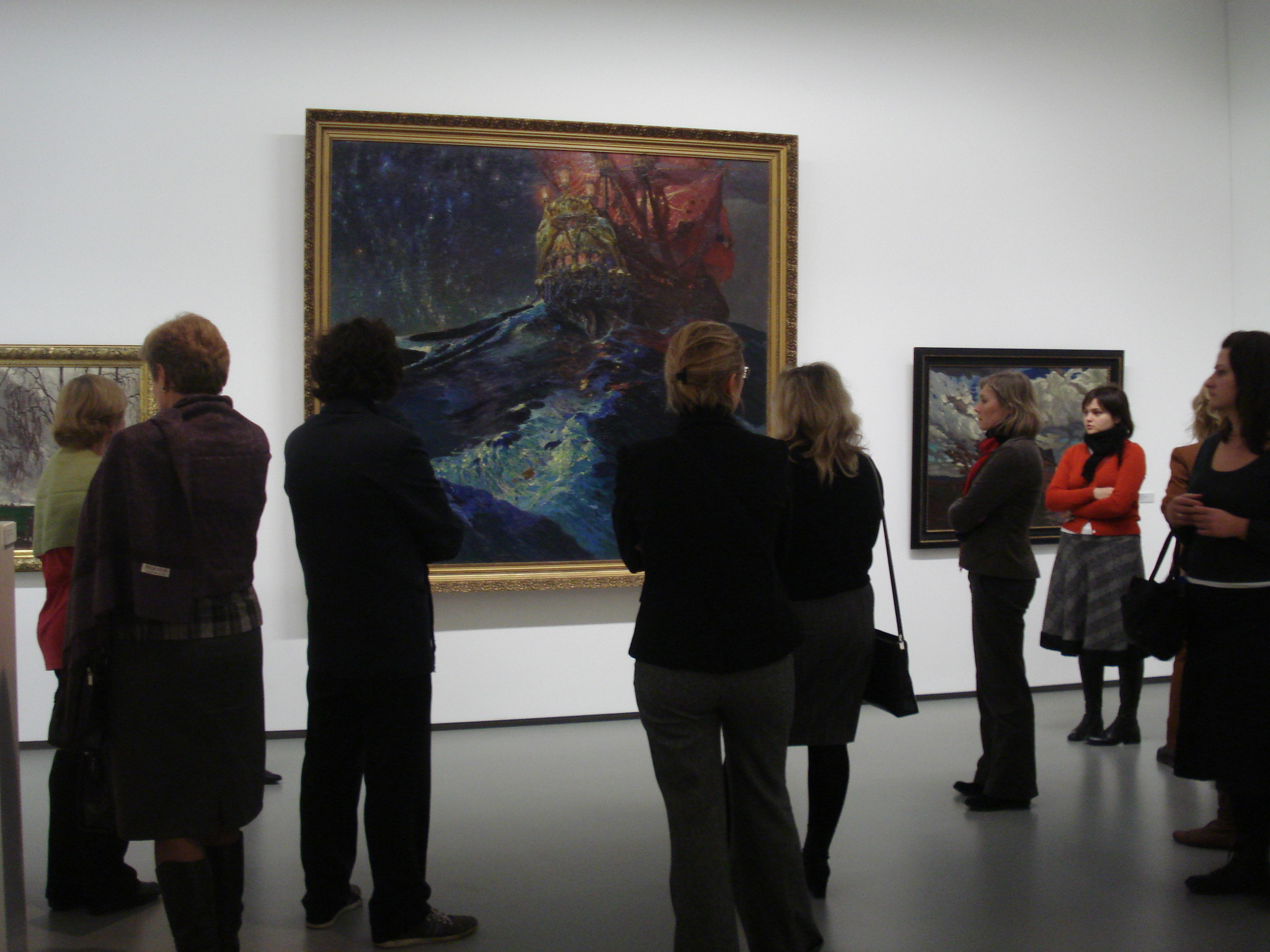
Картины Фердинанда Рущица в Национальной художественной галерее (Вильнюс)
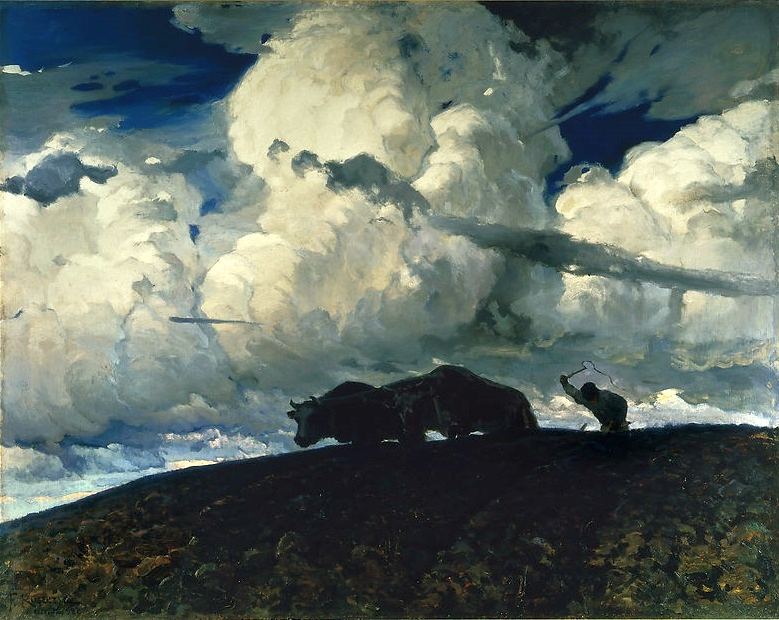
«Земля» (1898)
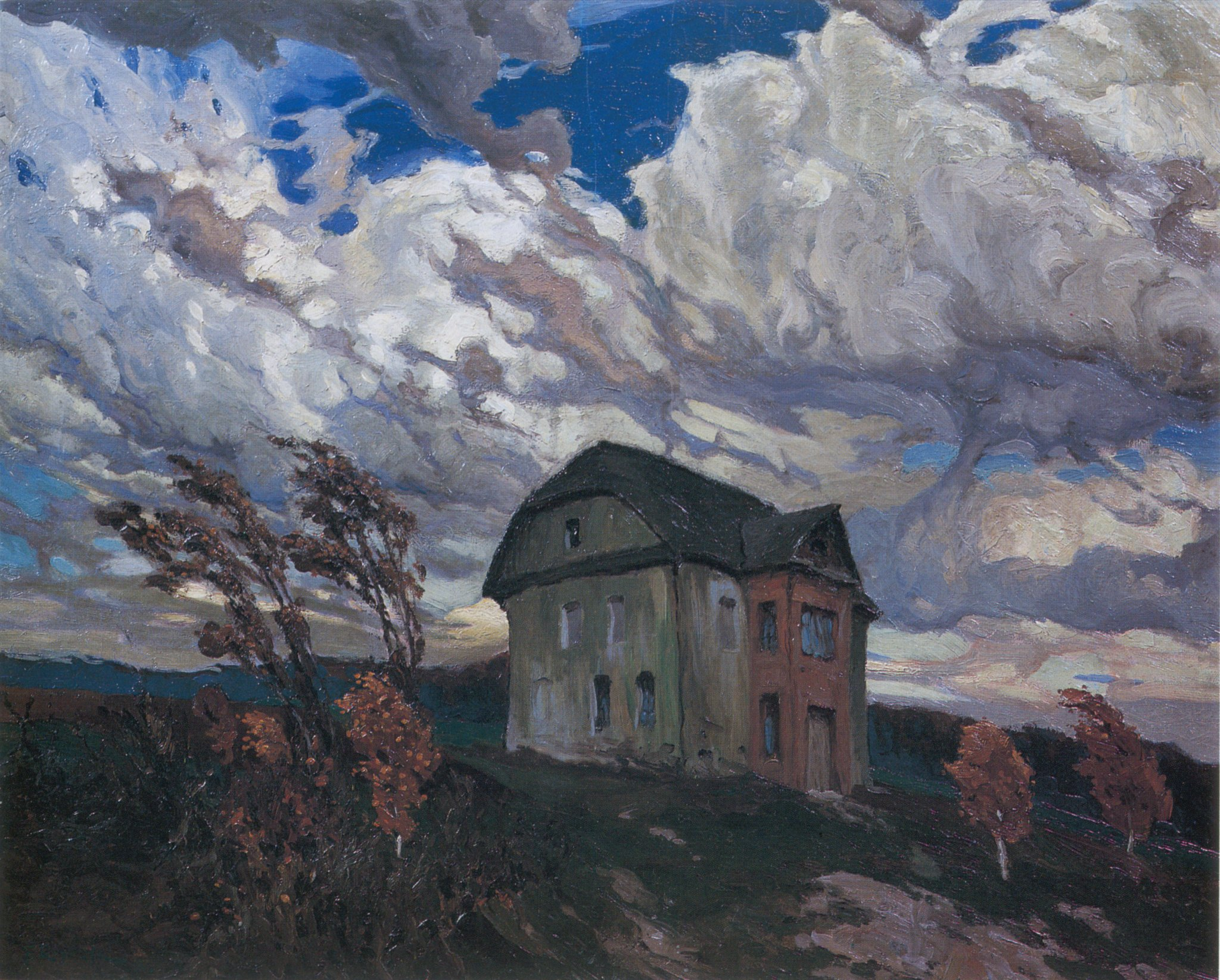
«Пустота (Старое гнездо)» (1901)
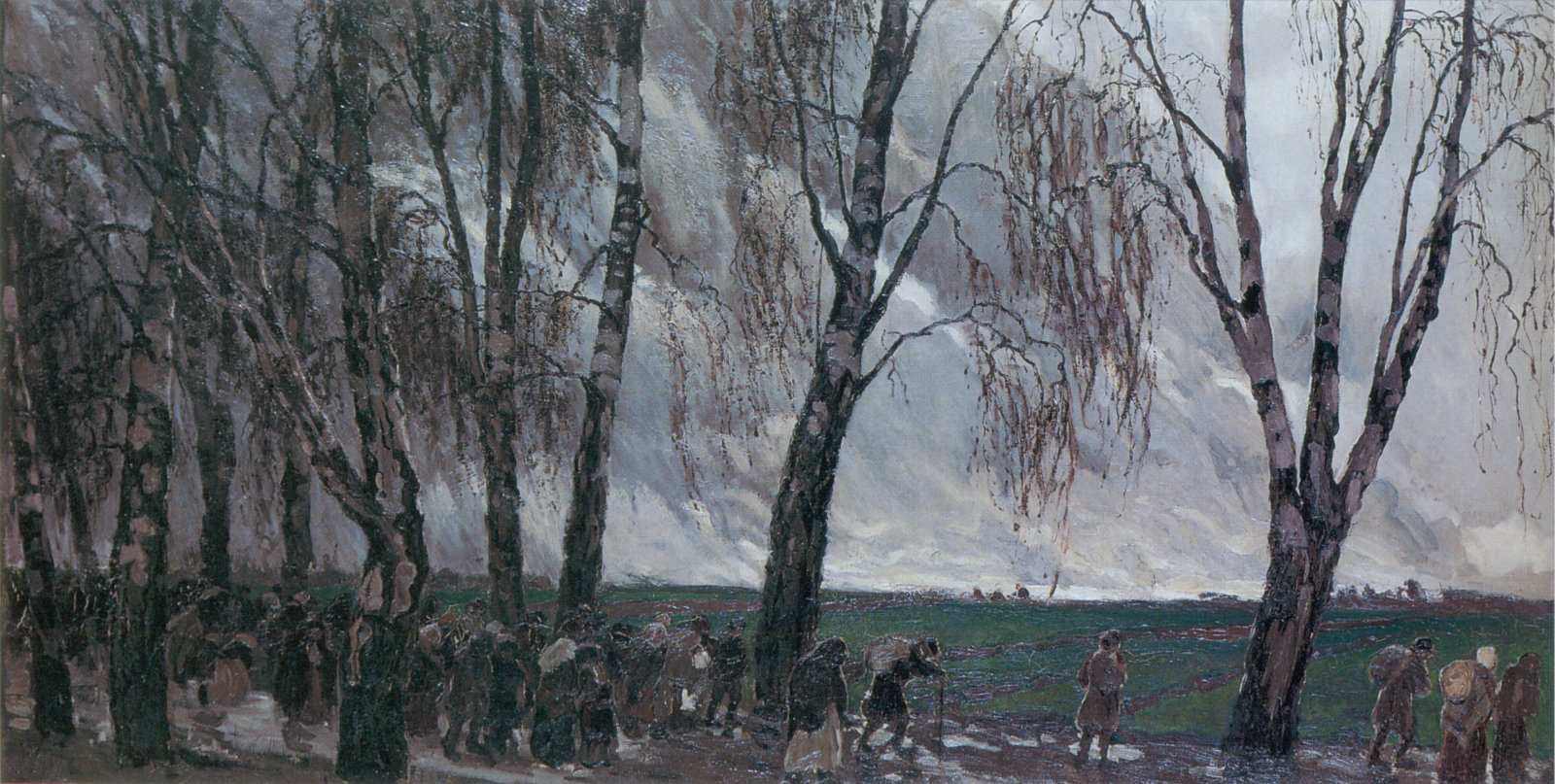
«Беженцы» (1902)
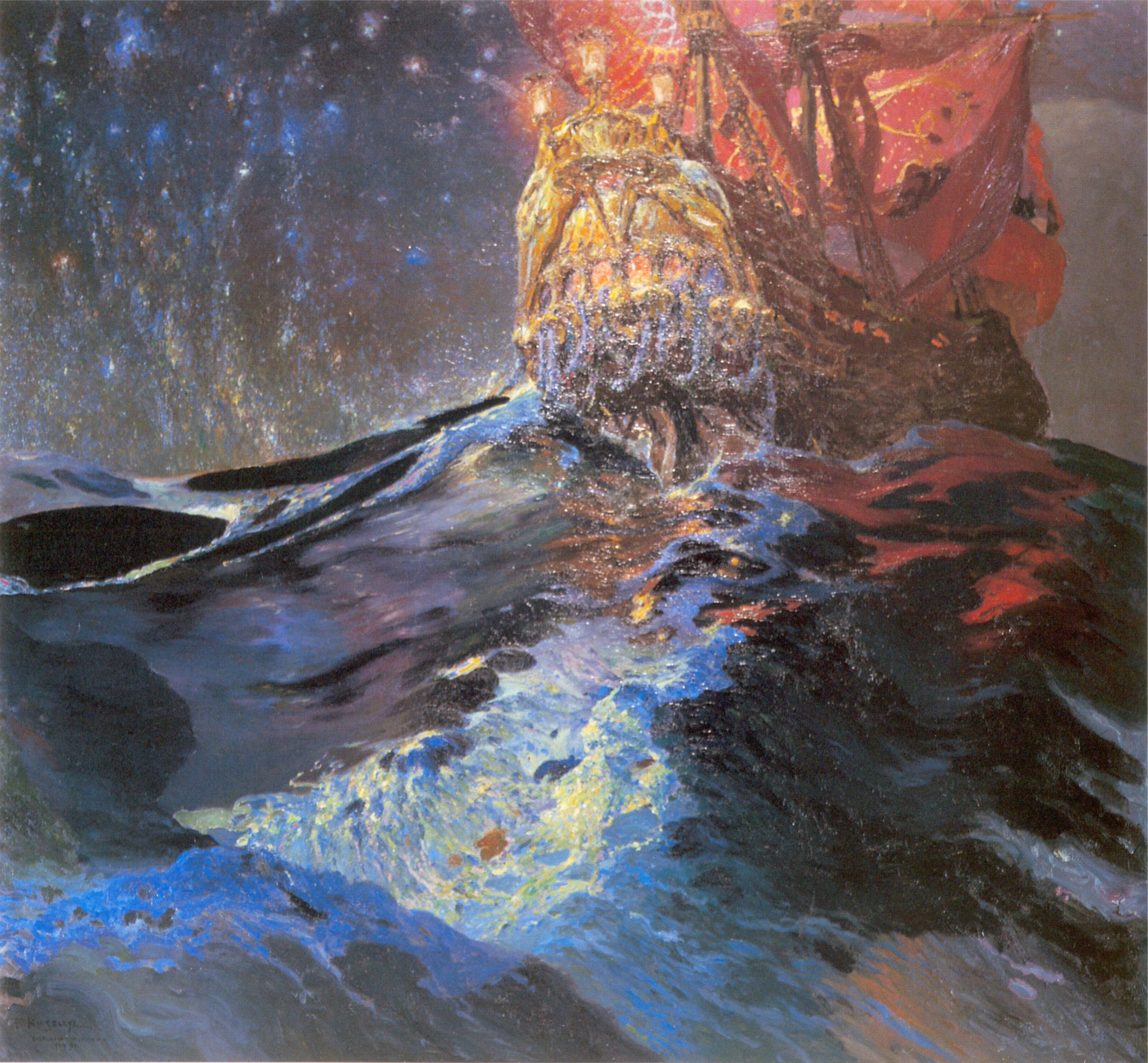
«Nec mergitur» (1904—1905)
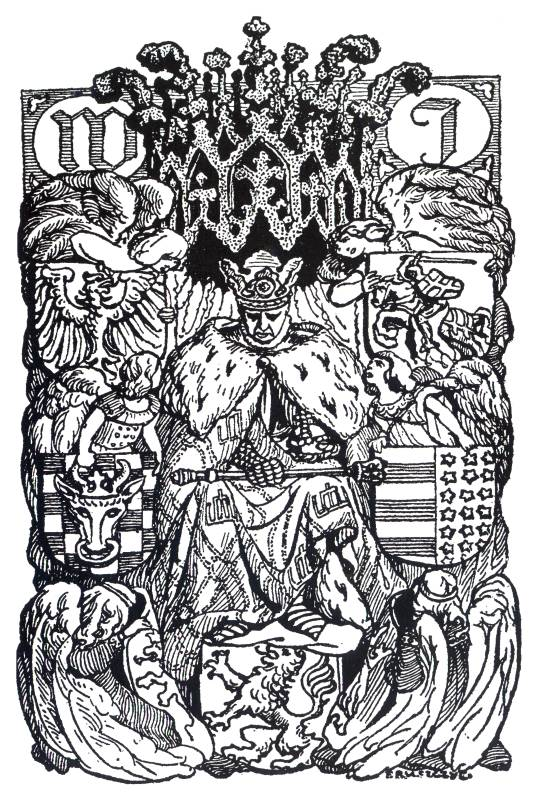
«Wladyslaw Jagiello»